# أولنغورسك
أولنغورسك (بالروسية: Оленегорск) هي إحدى مدن روسيا في الكيان الفدرالي الروسي مورمانسك أوبلاست, وتقع في شبه جزيرة كولا.

## جغرافيا
أولنغورسك تقع على حافة نهر الكولا، وعلى بعد 93 كم جنوب مورمانسك و397 1 كم عن العاصمة موسكو .

## التاريخ
تم تأسيس المكان في 1916، وتحصل على وضعية بلدية حضرية في 1949 ووضعية مدينة في 1957. يعتمد اقتصادها على التعدين وإعداد خام الحديد. أولنغورسك تقع علي سكة الحديد الرئيسية التي تربط شبه جزيرة كولا ومورمانسك.

قرب المدينة تقع القاعدة الجوية أولينيا، ومنذ السنوات ال 1960 رادار إنذار مبكر موجود فيها.

## السكان
| 1959   | 1970   | 1979   | 1989   | 2002   |
| ------ | ------ | ------ | ------ | ------ |
| 110 12 | 485 21 | 396 27 | 584 35 | 166 25 |

| 2006   | 2010   | 2012   | 2013   | 2014   |
| ------ | ------ | ------ | ------ | ------ |
| 581 23 | 072 23 | 405 22 | 736 21 | 301 21 |

## توأمة
لأولنغورسك اتفاقيات توأمة مع كل من:
- باجالا
- بوسيو
- كاراشوك

## أعلام
- كيت جريجوريفا